# 346.ª Divisão de Infantaria (Alemanha)
A 346ª Divisão de Infantaria (em alemão:346. Infanterie-Division) foi uma unidade militar que serviu no Exército alemão durante a Segunda Guerra Mundial.

## Comandantes
| Comandante                         | Data                                           |
| ---------------------------------- | ---------------------------------------------- |
| Generalleutnant Erich Diestel      | 1 de outubro de 1942 - 12 de outubro de 1944   |
| Generalleutnant Walter Steinmüller | 16 de outubro de 1944 - 7 de novembro de 1944  |
| Oberst Neumann                     | 7 de novembro de 1944 - 9 de fevereiro de 1945 |
| Generalmajor Gerhard Linder        | 9 de fevereiro de 1945 - 8 de maio de 1945     |

## Oficiais de operações
| Oberstleutnant Paul Frank   | 16 de outubro de 1942 - 15 de agosto de 1944    |
| Major Walter Carganico      | 15 de agosto de 1944 - 10 de outubro de 1944    |
| Oberstleutnant Hermann Rehm | 10 de outubro de 1944 - 20 de novembro de 1944  |
| Major Otto Förster          | 20 de novembro de 1944 - 1 de fevereiro de 1945 |
| Major Günter Theermann      | 5 de fevereiro de 1945 - maio de 1945           |

## Área de operações
| França                  | outubro de 1942 - setembro de 1944 |
| Bélgica & Países Baixos | setembro de 1944 - maio de 1945    |